# Noriko Annová
Noriko Anno (japonsky 阿武 教子), (* 23. květen 1976 Fukue, Japonsko) je bývalá reprezentantka Japonska v judu. Je olympijskou vítězkou z roku 2004.

## Sportovní kariéra

### Úspěchy
- zlatá olympijská medaile z roku 2004
- čtyři tituly mistryně světa v řadě

### Zajímavosti
- tokui-waza: seoi-nage na obě strany
- úchop: pravý
- styl: klasický

Judu se věnovala od útlého dětství po vzoru své starší sestry Miwy a bratra. Dětství si příliš neužila, většinu času trávila v dojo a od 16 let byla členkou seniorské reprezentace. V těžké váze jí však postupem času scházely kilogramy a po výbuchu na olympijských hrách v Atlantě přestoupila do polotěžké váze. Její sportovní kariéra byla plná velkých vítězství, ale i těžkých porážek. V roce 1998 jako mistryně světa vyhořela na asijských hrách a v roce 2000 jako největší favoritka na zlatou olympijskou medaili nenašla v prvním kole recept na pasivní judo Italky Pierantozziové. V roce 2004 se však dokázala psychicky koncentrovat na olympijský turnaj v Athénách a po infarktovém semifinále nakonec vybojovala vytouženou zlatou olympijskou medaili.

## Výsledky

### Váhové kategorie
| Turnaj            | 1992       | 1993       | 1994       | 1995       | 1996       | 1997           | 1998           | 1999           | 2000           | 2001           | 2002           | 2003           | 2004           |
| Turnaj            | 16         | 17         | 18         | 19         | 20         | 21             | 22             | 23             | 24             | 25             | 26             | 27             | 28             |
| Turnaj            | těžká váha | těžká váha | těžká váha | těžká váha | těžká váha | polotěžká váha | polotěžká váha | polotěžká váha | polotěžká váha | polotěžká váha | polotěžká váha | polotěžká váha | polotěžká váha |
| ----------------- | ---------- | ---------- | ---------- | ---------- | ---------- | -------------- | -------------- | -------------- | -------------- | -------------- | -------------- | -------------- | -------------- |
| Olympijské hry    | —          |            |            |            | úč.        |                |                |                | úč.            |                |                |                | 1.             |
| Mistrovství světa |            | 2.         |            | 5.         |            | 1.             |                | 1.             |                | 1.             |                | 1.             |                |
| Asijské hry       |            |            | —          |            |            |                | 7.             |                |                |                | —              |                |                |
| MS juniorů        | 2.         |            |            |            |            |                |                |                |                |                |                |                |                |

### Bez rozdílu vah
| Turnaj            | 1992 | 1993 | 1994 | 1995 | 1996 | 1997 | 1998 | 1999 | 2000 | 2001 | 2002 | 2003 | 2004 |
| Turnaj            | 16   | 17   | 18   | 19   | 20   | 21   | 22   | 23   | 24   | 25   | 26   | 27   | 28   |
| ----------------- | ---- | ---- | ---- | ---- | ---- | ---- | ---- | ---- | ---- | ---- | ---- | ---- | ---- |
| Mistrovství světa |      | —    |      | 5.   |      | —    |      | —    |      | —    |      | —    |      |
| Asijské hry       |      |      | 1.   |      |      |      | —    |      |      |      | —    |      |      |

## Podrobnější výsledky

### Olympijské hry
| Rok      | Kategorie      |  | 1/32                                | 1/16                                     | čtvrtfinále                     | semifinále                            | finále                    |
| -------- | -------------- |  | ----------------------------------- | ---------------------------------------- | ------------------------------- | ------------------------------------- | ------------------------- |
| LOH 1996 | těžká váha     |  | prohra - 0:35/uma Edinanci Silvaová | —                                        | —                               | —                                     | —                         |
| LOH 2000 | polotěžká váha |  | volný los                           | prohra - kok/shi Emanuela Pierantozziová | —                               | —                                     | —                         |
| LOH 2004 | polotěžká váha |  | volný los                           | výhra - 2:52/kke Keivi Pintová           | výhra - 1:24/osg Lucia Moricová | výhra - 9:41(gs)/oug Céline Lebrunová | výhra - 4:38/stg Liou Sia |

### Mistrovství světa
| Rok     | Kategorie      |  | 1/32                     | 1/16                          | čtvrtfinále                | semifinále                   | opravy                  | opravy                   | o bronz                 | finále                   |
| ------- | -------------- |  | ------------------------ | ----------------------------- | -------------------------- | ---------------------------- | ----------------------- | ------------------------ | ----------------------- | ------------------------ |
| MS 1993 | těžká váha     |  | volný los                | výhra Beata Maksymowová       | výhra Sharon Leeová        | výhra Monique van der Leeová | —                       | —                        | —                       | prohra Johanna Hagnová   |
| MS 1995 | těžká váha     |  | volný los                | výhra Mara Kovačevićová       | prohra Čang Jin            | —                            | výhra Beata Maksymowová | výhra Donata Burgattaová | prohra Daima Beltránová | —                        |
| MS 1997 | polotěžká váha |  | výhra Jelena Mićovićová  | výhra Simona Richterová       | výhra Anna Lámfalusyová    | výhra Estha Essombeová       | —                       | —                        | —                       | výhra Diadenis Lunaová   |
| MS 1999 | polotěžká váha |  | volný los                | výhra Sü Jüan-lin             | výhra Esther San Miguelová | výhra Kang Min-čong          | —                       | —                        | —                       | výhra Jin Jü-feng        |
| MS 2001 | polotěžká váha |  | výhra Sambúgín Dašdulam  | výhra Akissi Monneyová        | výhra Claudia Zwiersová    | výhra I So-jon               | —                       | —                        | —                       | výhra Yurisel Labordeová |
| MS 2003 | polotěžká váha |  | výhra Loretta Edwardsová | výhra Dordžgotovyn Cerenchand | výhra Jin Jü-feng          | výhra Esther San Miguelová   | —                       | —                        | —                       | výhra Yurisel Labordeová |